# Никон (Дегтяренко)
Єпископ Никон (у миру Микола Федорович Дегтяренко; 19 грудня 1884, Глухів, Чернігівська губернія — 21 серпня 1937, Барабинськ, Західно-Сибірський край) — єпископ Російської православної церкви, єпископ Красноярський і Єнісейський.

## Біографія
Народився 19 грудня 1884 року в Глухові Чернігівської губернії в селянській родині.
У 1898 році закінчив церковно-парафіяльне училище.
У 1900 році вступив до Казанського Спасо-Преображенського монастиря, де до 1908 року був послушником. Був пострижений у чернецтво з ім'ям Никон.
У 1906 році закінчив учительську семінарію селища Благовіщенський завод Уфімської губернії.
У 1908 році закінчив місіонерські курси в Казані, після чого висвячений в ієромонахи в місті Обдорську Тобольської губернії, був єпархіальним місіонером 7 років.
З 1915 року служив ієромонахом у Богородице-Олексіївському монастирі міста Томська.
За даними слідчої справи 1937 року, в 1916—1917 роки — ігумен в Ардатовському чоловічому монастирі.
В 1920 году уже настоятель в Троїцько-Селижаровському монастирі Тверської губернії.
Приїхав у Москву з Селижаровського монастиря єпископа Варнави з клопотанням про своє переведення в Самарську єпархію. 23 грудня 1921 року був заарештований. 31 грудня відпущений.
У 1922—1924 роки — настоятель Миколо-Пешношського монастиря.
6 грудня 1924 року в Миколо-Пешношському монастирі ієромонах Никон хіротонізований у єпископа Могилевського.
У грудні 1924 році був заарештований. Засуджений до адміністративної висилки до Києва. Висланий до Києва, звідки в березні 1925 році переведений в Москву, де жив без права виїзду. Служив в різних храмах Москви.
19 листопада 1925 року був заарештований у Москві у справі митрополита Петра (Полянського). Никону було пред'явлено обвинувачення в тому, що він «сприяв і приховування монархічної групі церковників і мирян, що ставила своїм завданням використання церкви та церковного апарату для з'єднання воєдино реакційних елементів, вплив на віруючу масу, монархічну агітацію і т. ін.»
Півроку єпископ Никон провів у Бутирській в'язниці, звільнений під підписку про невиїзд, потім знову арештований і висланий в Батум.
З 5 жовтня 1927 року — єпископ Красноярський і Єнісейський.
3 лютого 1928 року сорокачотирирічний єпископ Никон пішов на спокій і проживав у Енисейську.
У 1930 році був заарештований. Засуджений до 5 років концтаборів. Відбував покарання в Маріїнських таборах, з 1932 року — в Бійську, з 1933 року — в Маріїнську. У 1935 році після закінчення терміну покарання йому було призначено ще 3 роки заслання.
Проживав у селищі Новокурупкаевский Барабинского району Новосибірської області.
Заарештований 27 липня 1937 року в засланні за звинуваченням в антирадянській агітації. Засуджений трійкою УНКВС ЗСК 9 серпня 1937 до Вищої міри покарання. Розстріляний 21 серпня 1937 року.